# ディン・スアン・ラム

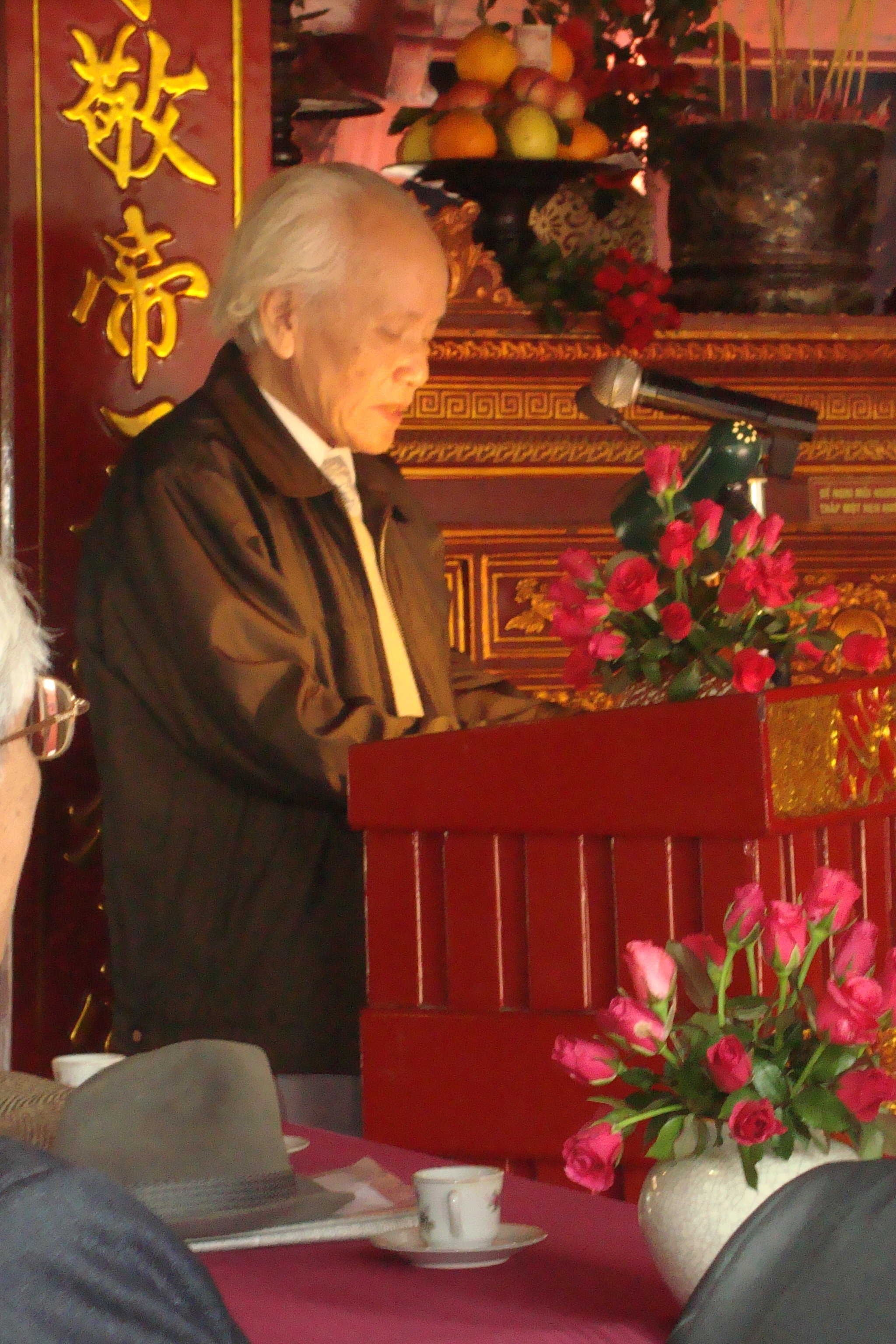
ディン・スアン・ラム

ディン・スアン・ラム （ベトナム語：Đinh Xuân Lâm / 丁春林、1925年2月4日-2017年1月25日）はベトナム近現代史研究に大きな足跡を残した歴史学者の一人。ベトナム歴史学会（Hội Khoa học Lịch sử Việt Nam）第4期副主席、ユネスコベトナム歴史・文化資料情報センター科学会議主席。

## 経歴
ハティン省フオンソン県ソンタン社にて、阮朝官人の家に生まれる。
父親がタインホア省イエンディン県の知縣となったため、両親に従ってタインホアで育ち、ここが第二の故郷となった。中卒資格（thành chung）を得て、フエの国学で学び、哲学文章の高卒試験（秀才試）を満点で卒業する。8月革命ののち、彼はベトナム民主共和国における第一世代の高校教員となった。
1954年、文科師範大学2年生に編入し、ファン・フイ・レやチャン・クオック・ヴオンと同期になる。優秀学生（xuất sắc）として卒業し、ハノイ総合大学（現・ベトナム国家大学ハノイ校人文社会大学校）歴史学部講師となった。
チャン・ヴァン・ザウの指導の下、ベトナム近代史部門の発展に貢献した。この頃、『1897-1914年のベトナム史』（1957）、『ホアン・ホア・タムとイエンテーでの農民運動』（1958）、『近代ベトナム史』（1959-1961）といった研究書の刊行・教科書編纂を行った
彼は国内外30人以上の博士の指導教員となり、200以上の学術研究をものしている。

## 受賞・叙勲
1980年に歴史学分野の副教授、1984年に教授となる。グエン・ラン（Nguyễn Lân）とともに、彼は国家から最初に人民教師（Nhà giáo Nhân dân）の称号と第一等労働勲章を授与された人物である。

## 著作
ディン・スアン・ラムは370以上の筆頭著者論文があり、7つのテーマで90冊もの書籍を執筆もしくは寄稿している。主要著作として下記のものが挙げられる：
- Bộ sách Đại cương lịch sử Việt Nam （ベトナム史大綱、主編）
- インドシナにおけるフランス植民地主義の特徴にかんする諸研究。
- Lịch sử Việt Nam 1897 - 1914 （ベトナム史：1897-1914、1957年）
- Hoàng Hoa Thám và phong trào nông dân Yên Thế （ホアン・ホア・タムとイエンテー農民運動、1958年）
- Lịch sử Việt Nam cận đại （ベトナム近代史、1959-61年）
- Văn thơ Đông Kinh nghĩa thục （トンキン義塾詩文集）
- Danh nhân văn hoá Hồ Chí Minh （文化人ホー・チ・ミン）
- Lê Hồng Phong – Người cộng sản kiên cường（レー・ホン・フォン：不屈の共産主義者）
- Nguyễn Văn Cừ – Nhà lãnh đạo xuất sắc của Đảng và Cách mạng Việt Nam（グエン・ヴァン・クー：共産党とベトナム革命の優れた指導者）
- Đảng Cộng sản Việt Nam – những trang sử vẻ vang（ベトナム共産党：輝かしき歴史）
- Tư tưởng Hồ Chí Minh về Độc lập Dân tộc và Chủ nghĩa – Xã hội;（民族独立と社会主義についてのホー・チ・ミン思想）
- Phan Bội Châu (1867-1940) con người và sự nghiệp. Đinh Xuân Lâm, Nguyễn Văn Khánh, Trần Ngọc Vương. - H.: Trường ĐHKHXH & NV, 1997. - 406 tr.; 20.5 cm.（ファン・ボイ・チャウ（1867-1940）：人となりと事績、グエン・ヴァン・カイン、チャン・ゴック・ヴオンと共著）